# 广播规则
《广播规则》（英語：Broadcasting Code，2017年版 （页面存档备份，存于））是英國通訊管理局为要求广播机构遵守良好行为标准而制定的守则。该法详细阐述《2003年通信法》第三百一十九条和其他关于广播公司管制仇恨言论，公正、准确、反映英国多样性和其他职责为公共生活做出积极贡献的职责的条款。